# Marion County, Texas
Marion County är ett administrativt område i delstaten Texas, USA, med 10 546 invånare (2010). Den administrativa huvudorten (county seat) är Jefferson.

## Geografi
Enligt United States Census Bureau har countyt en total area på 1 088 km². 987 km² av den arean är land och 101 km² är vatten.

### Angränsande countyn
- Cass County - norr
- Caddo Parish, Louisiana - öster
- Harrison County - söder
- Upshur County - väster
- Morris County - nordväst